# Свиноногий бандикут
Свиноно́гий бандику́т (Chaeropus ecaudatus) — исчезнувший вид животных, представлявший собой сумчатое млекопитающее, вид рода свиноногих бандикутов (Chaeropus) и семейства Chaeropodidae. Эндемик Австралии. 

## Распространение
Свиноногие бандикуты были обитателями степей, саванн и полупустынь.
Впервые вид был описан в XIX веке по нескольким экземплярам, найденным преимущественно в северо-западной части австралийского штата Виктория, а также в засушливых районах Южной Австралии, Западной Австралии и Северной территории. Последний известный экземпляр был найден в 1907 году у озера Эйр в Южной Австралии, но имеются предположения, что вид мог продолжать существовать в природе до 1930-1940-х годов, сохраняясь в отдалённых районах Южной и Западной Австралии. Основной причиной сокращения популяции и возможного вымирания стали выпас скота и уничтожение завезёнными с континента хищниками — лисами.

## Внешний вид
Размеры небольшие. Длина тела составляет 23—26 см, хвоста — 10—14 см.
Морда укороченная, заострённая. Уши длинные, остроконечные. Передние и задние конечности тонкие. Мех грубый, колючки отсутствуют. Спина покрыта буро-серым, иногда оранжево-бурым, а брюхо — белым мехом. Хвост длинный и тонкий, иногда с небольшим гребнем волос на верхней стороне; серый или желтовато-коричневый снизу и по бокам, чёрный сверху.

## Образ жизни
Свиноногие бандикуты вели наземный образ жизни. Гнёзда, как правило, строили в небольших норах. Наибольшая активность приходилась на ночное время, хотя зачастую проявлялась активность и днём. Были всеядными.

## Размножение
Размножались в мае или июне. В помёте было не больше двух детёнышей.